# 田园学派

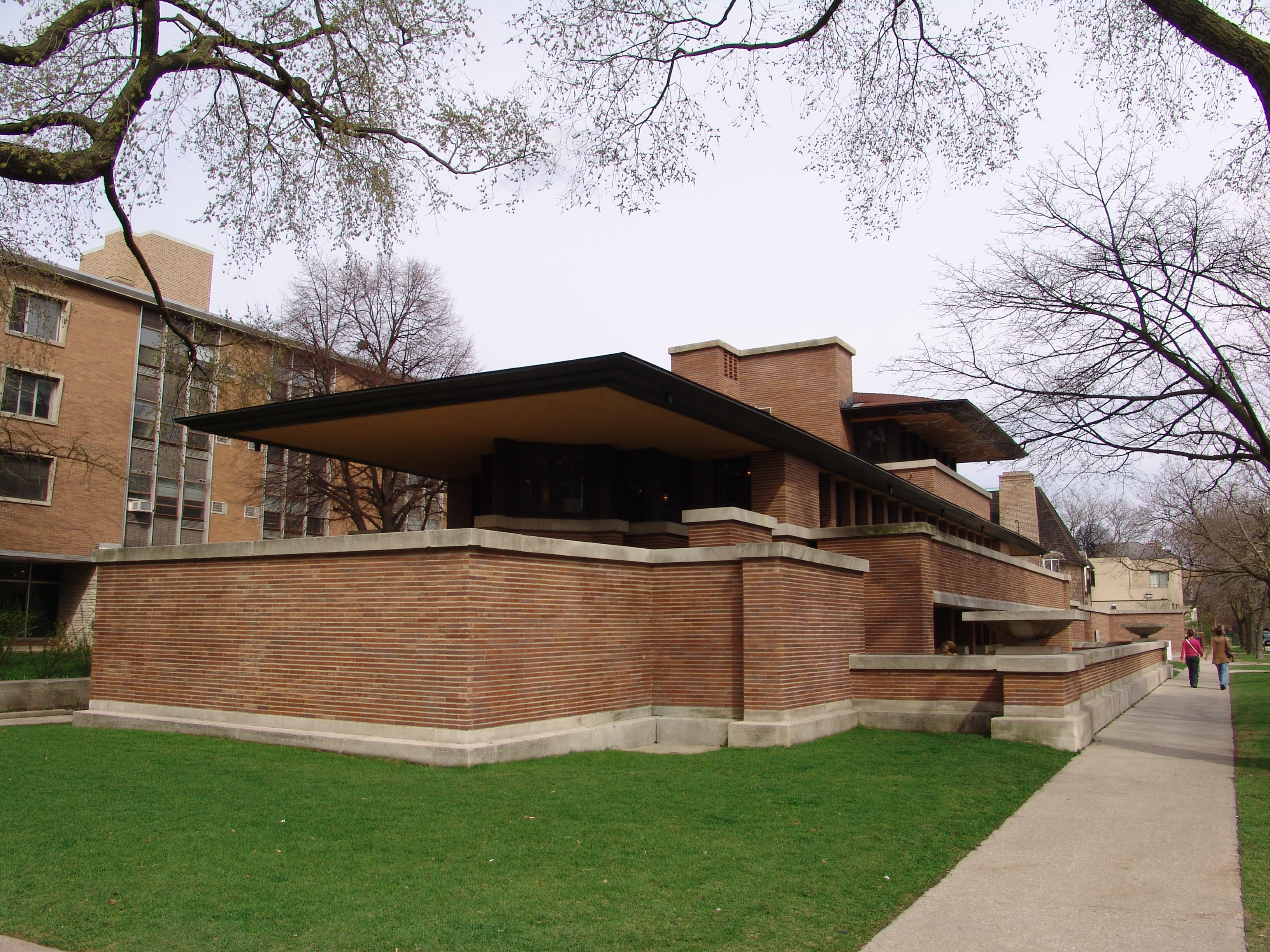
罗比之家是一座典型的田园学派建筑

田园学派（Prairie School）是一个19世纪末到20世纪初存在的建筑学派，其设计的田园学派风格建筑主要分布于美国中西部。其风格以水平线条、水平或四坡屋顶、超大屋檐、融入周围环境等特征知名。
该学派的目的是模仿工艺美术运动发展北美自己的建筑风格。“Prairie School”一词由阿伦·布鲁克斯（H. Allen Brooks）提出，虽然译为“学派”，但实际上并不为采用此类建筑风格的建筑师使用。

## 外部連結
- Unity Temple Restoration Foundation （页面存档备份，存于）
- Minneapolis Institute of Arts "Unified Vision - the Architecture and Design of the Prairie School"  （页面存档备份，存于）
- Pleasant Home Foundation for George W. Maher's Farson House （页面存档备份，存于）
- This Historic Midwestern Masterpiece Got the Renovation It Deserved （页面存档备份，存于）